# پراسپکت (استرالیای جنوبی)
پراسپکت (به انگلیسی: Prospect) یک حومه شهر در استرالیا است که در استرالیای جنوبی واقع شده‌است.